# Liberace
Liberace, teljes nevén Władziu Valentino Liberace, ejtsd ˌlɪbəˈrɑːtʃi, (West Allis, Wisconsin, 1919. május 21. – Palm Springs, Kalifornia, 1987. február 4.) amerikai zongoraművész, műsorvezető.

## Életpályája
Lengyel és olasz bevándorlók gyermekeként már az Amerikai Egyesült Államokban született. Fiatalkorában tűnt fel zongoristaként, 16 éves korában már a Chicago Symphony Orchestra együttesével koncertezett. Későbbi koncertjein nagy súlyt fektetett a külsőségekre, így pl. a zongorára gyertyatartót állított, különböző, rikító színű, feltűnő ruhákat viselt. Bár gyakran játszott szimfonikus zenekarokkal, főleg populáris zenét adott elő. Sikerét fokozta a "The Liberace Show" című televíziós show-műsora, amely sorozatban 1952 és 1955 között, majd 1969 folyamán volt látható.
Liberace több filmben is szerepelt, mint pl. a Sincerely Yours (1955). A giccs egyik királyaként, zongorajátékával és énekével főleg a középkorú és idősebb nők kedvence volt. Idősebb korában gyakran lépett fel a nevadai Las Vegasban.

## Magánélete
1956-ban a Daily Mirror újságírója William Connor Liberacéról mint „…a nőiesség, a férfiasság és a semlegesneműség csúcsa”, egy "parfümmel átitatott, ragyogó, reszkető, vihogó, gyümölcsízű, negédes, hófedte szeretetkupac" írt, amely erős utalás volt Liberace homoszexualitására. Liberace becsületsértésért beperelte az újságot, a tárgyalás során a londoni bíróság előtt úgy nyilatkozott, hogy nem homoszexuális, és sohasem vett részt homoszexuális kapcsolatban. A per egyik kulcskérdése volt, hogy az angol újságíró vajon tisztában volt-e vele, hogy az amerikai szlengben a „gyümölcs” (fruit)  kifejezést a homoszexuálisokra használják. A három hétig tartó per végén a bíróság Liberacénak 8000 angol font kártérítést ítélt meg. Liberace hasonló pert indított az amerikai Confidential magazin ellen is, amely egyezséggel zárult.
1982-ben Scott Thorson, Liberace 22 éves sofőrje és szeretője 113 millió dolláros tartásdíjra perelte szakításuk után a zenészt. Liberace továbbra is tagadta, hogy homoszexuális volna, és azt is hogy Thorsonnal viszonya lett volna. A per 1986-ban peren kívüli egyezséggel zárult, Thorson 75 000 dollárt és 20 000 dollár értékben három autót és három kutyát kapott.
Mivel Liberace sosem vállalta nyilvánosan melegségét, a valódi szexualitásával kapcsolatos zavarossághoz nőkhöz fűződő nyilvános barátságai és romantikus kapcsolatai is hozzájárultak.
Egy 2011-es interjúban közeli barátja, Betty White színésznő megerősítette, hogy Liberace valóban meleg volt, és menedzserei gyakran használták őt álpartnerként, hogy eloszlassák a zenész homoszexualitásával kapcsolatos pletykákat.

## Halála
Liberacét háziorvosa 1985 augusztusában, 18 hónappal halála előtt HIV-fertőzéssel diagnosztizálta. Menedzsere, Seymour Heller és néhány közeli barát és családtag kivételével betegségét haláláig titokban tartotta, orvosi kezelést nem vett igénybe. 1987. január 23. és 27. között a Palm Springs megyei kórházban vérszegénysége miatt kezelték, ami egy görögdinnye-diéta közben jelentkezett nála. Halálát azonban az AIDS betegség okozta, 1987. február 4-én hunyt el Palm Springs-i házában 67 évesen.

## Emlékezete
Emlékére Las Vegasban múzeumot is berendeztek (The Liberace Museum).
2013-ban mutatták be az életéről készült, Túl a csillogáson című filmet Michael Douglas főszereplésével.

## Képgaléria

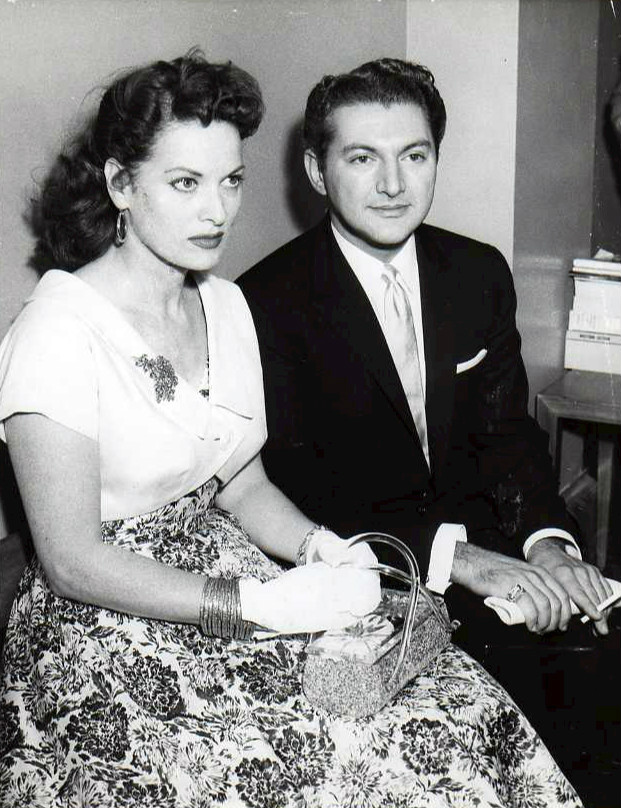
Maureen O’Hara és Liberace (1957)
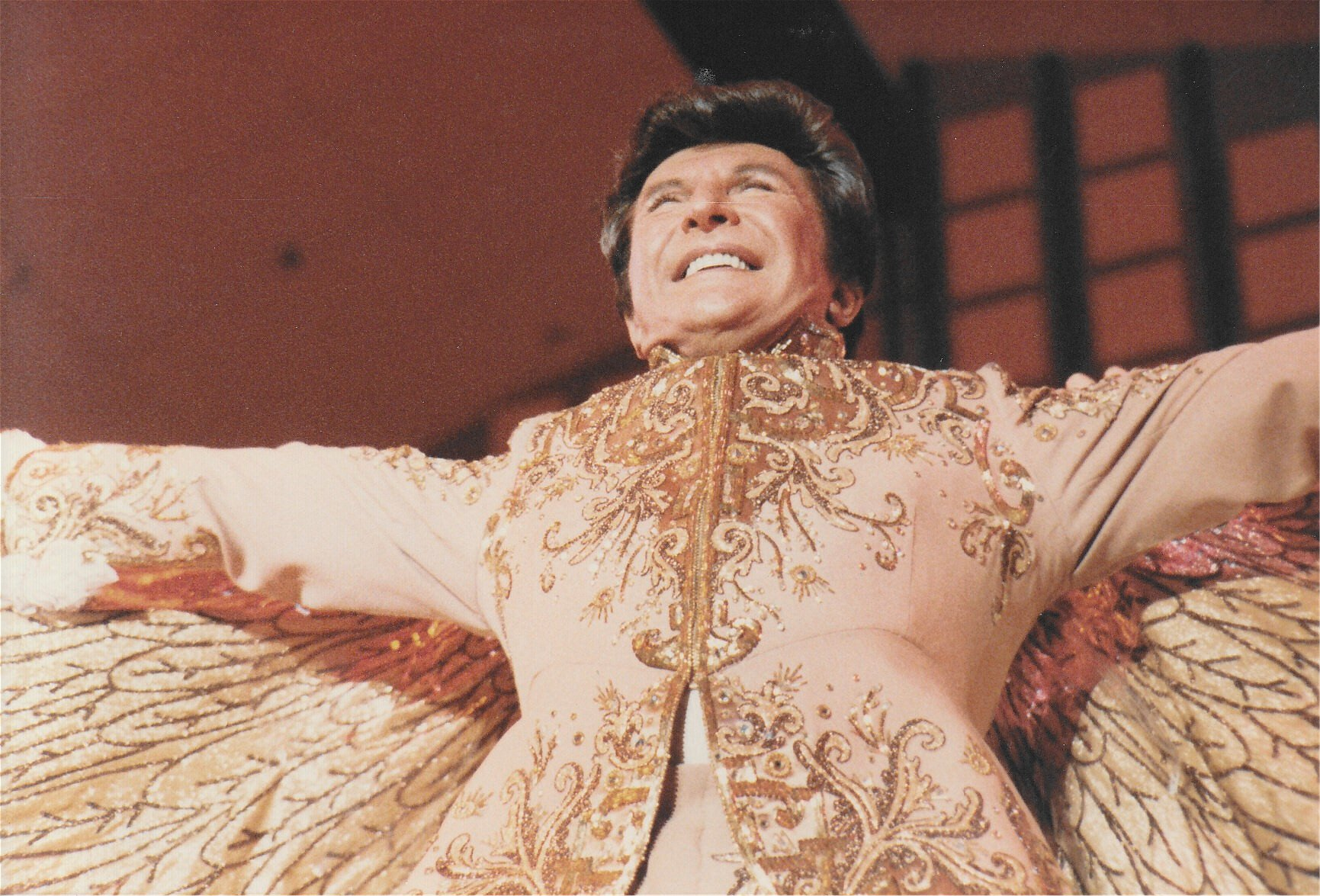
Liberace 1983-ban
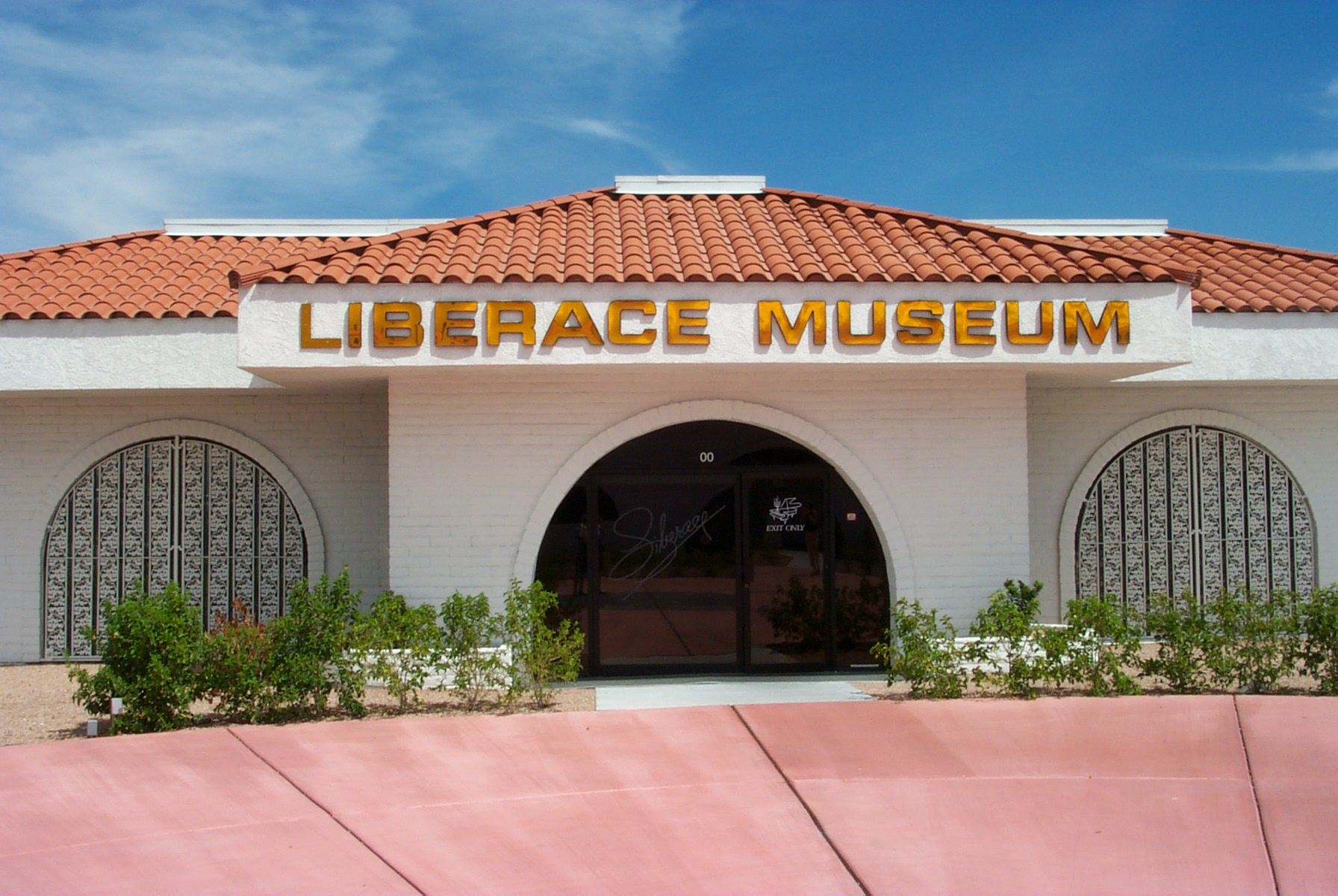
A Liberace múzeum Las Vegasban
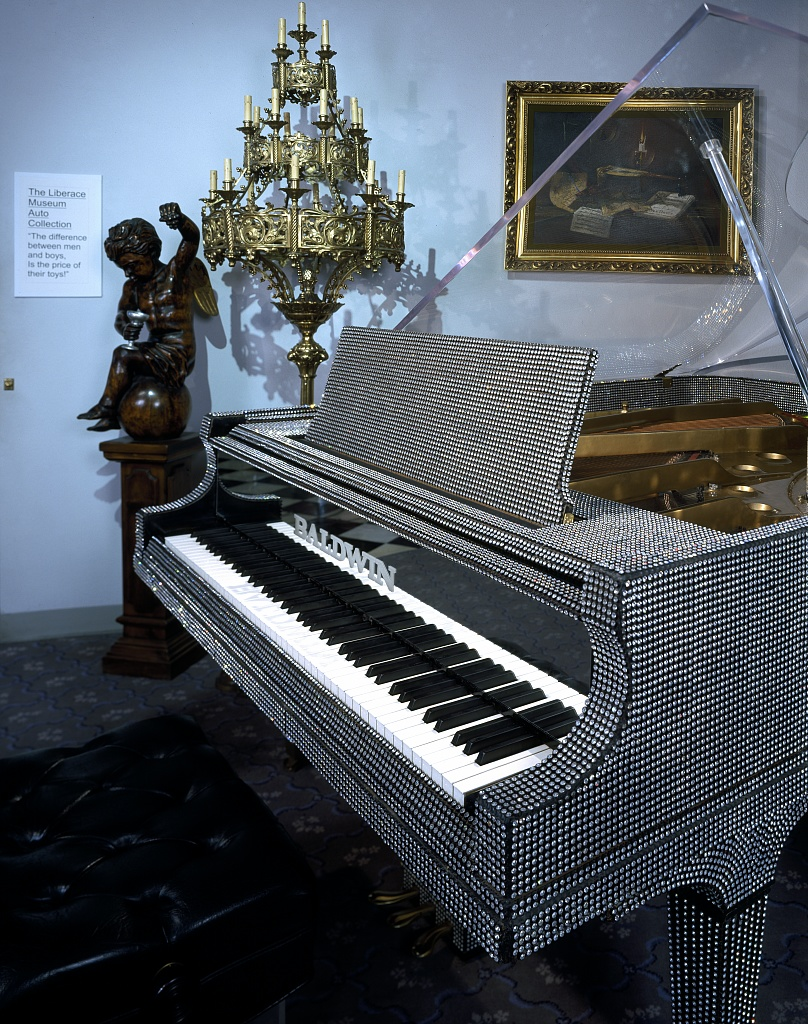
Liberace zongorája és gyertyatartója a múzeumban
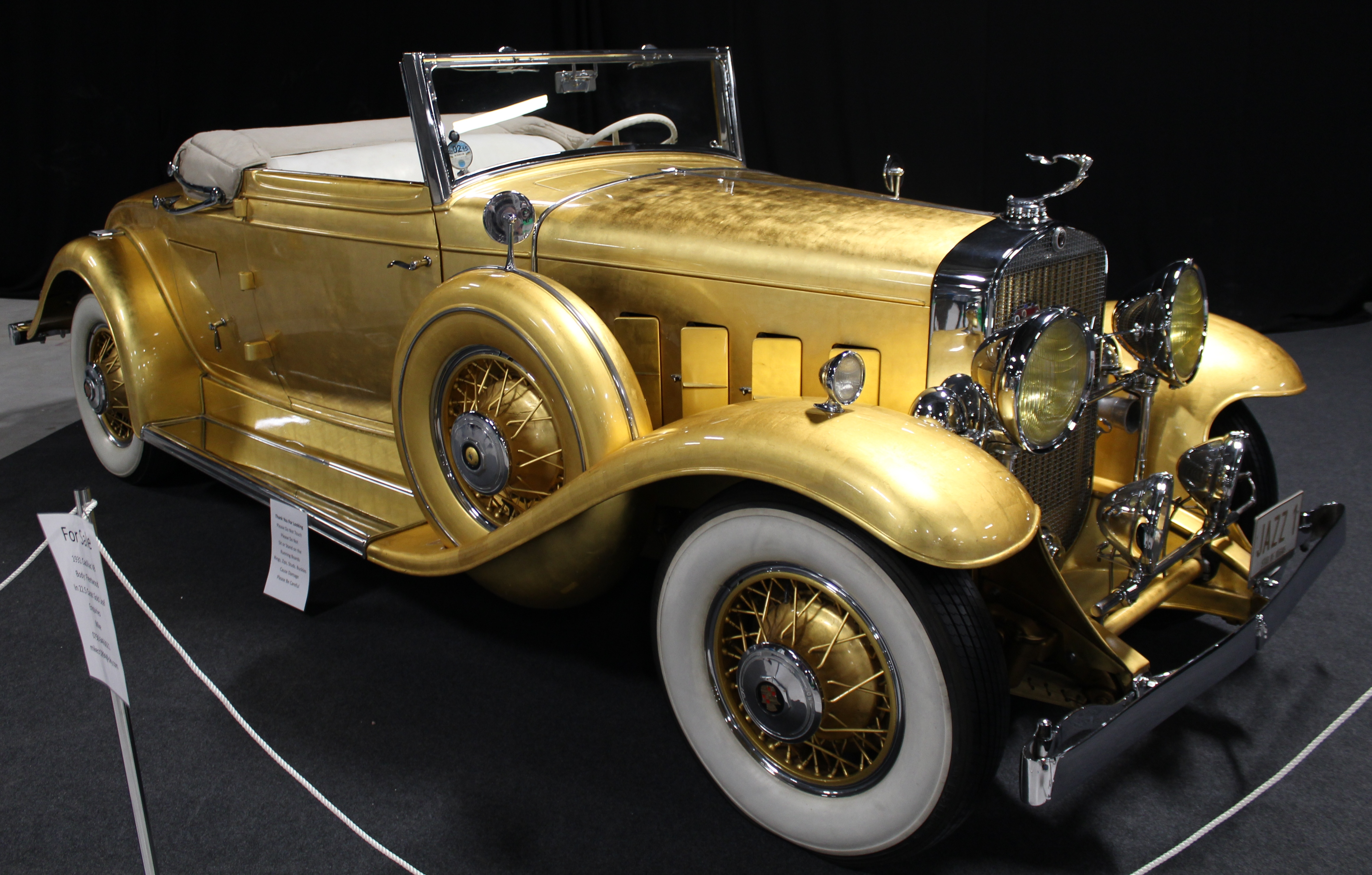
Liberace Cadillac luxusautója